# Krebssee (Krebsbach)
Der Krebssee ist ein Moorsee im Murnauer Moos, der zum Naturschutzgebiet Murnauer Moos gehört, im Landkreis Garmisch-Partenkirchen in Bayern. Er wird oberflächlich über kleinere Gräben gespeist und speist wiederum den Krebsbach.
Der Krebssee ist ringsum von einem breiten Schilfgürtel umgeben und wird von Druckquellen offen gehalten. Es gibt einen Zugang über einen Bohlenweg zu einer Hütte am Rand der Wasserfläche.
Weitere Kleinseen im Murnauer Moos sind Langer-Köchel-See, Schwarzsee, Fügsee, Moosbergsee, Neuer Moosbergsee, Haarsee und Rollischsee.